# Мој Израел
Мој Израел (Мој живот) (енгл. My Life) је аутобиографија прве жене премијерке Израела, Голде Меир (енгл. Golda Meir). Књигу су први пут објавили 1973. године Weidenfeld & Nicolson (Уједињено Краљевство) под насловом A Land of our own  а касније G. P. Putnam's Sons (Сједињене Америчке Државе) 1975.   Први немачки превод објављен је 1973. у издању Scherz Verlag-а у Берну. 
Хрватско издање је објавила издавачка кућа "Напријед" из Загреба 1987. године у преводу Иве Хорвата с немачког језика.

## Пријем
Књига је постала бестселер Њујорк тајмса.  Наслов има двоструки смисао животне приче и добро познати јеврејски израз. Књигу је добро примио Kirkus Reviews који је описао књигу као „и искрену и веома откривајућу њену личност и циљеве. Њен потпуни недостатак претварања је посебно победнички. Меиров практични идеализам може се видети у напорима који су различити као што су улепшавање кибуца и њено снажно заговарање бенефиција за незапослене. Дело које ме је „највише забринуло и занимало“, пише она, био је „превођење социјалистичких принципа у приземну терминологију свакодневног живота“. Иако су политички догађаји о којима се прича добро познати, они су испричани драматично и духовито. Немојте ово заменити само са пилећом супом са резанцима: то је модел своје врсте и сигурно ће се свидети публици.“ 

## Посвета
Посвета Голде Меир на почетку књиге:
| „ | Никад нисам водила дневник, нити сам икада писала писма; никад ми на ум није пало да причам повијест свог живота. Ипак, надајући се да ће читатељи ове књиге можда мало сазнати о Израелу, ционизму и жидовском народу, и разумјети га, испричала сам сада о неким мужевима и женама које сам познавала, о неким мјестима које сам посјетила и прије свега о неким невјероватним догађајима у којима сам судјеловала. (Рамат Авив, јун 1975) | ” |